# آنا باولا دي لا بينا
آنا باولا دي لا بينا (بالإسبانية: Ana Paula de la Peña)‏ مواليد 25 يوليو 1988 في ولاية دورانغو، المكسيك، هي لاعبة كرة مضرب مكسيكية. أعلى تصنيف لها في الفردي كان المركز الـ 945 في سنة 2011. أعلى تصنيف لها في الزوجي كان المركز الـ 803 في سنة 2003.

## روابط خارجية
- آنا باولا دي لا بينا على موقع رابطة محترفات التنس (الإنجليزية)
- آنا باولا دي لا بينا على موقع الاتحاد الدولي لكرة المضرب (الإنجليزية)
- آنا باولا دي لا بينا على موقع كأس بيلي جين كينغ (الإنجليزية)
- آنا باولا دي لا بينا على موقع خلاصة التنس.كوم (الإنجليزية)